# Park Avenue Armory
Park Avenue Armory (également en anglais : Seventh Regiment Armory) est un édifice historique situé au 643 Park Avenue à Manhattan, à New York. Il s'agit d'un bâtiment en brique et en pierre  construit en style néo-gothique en 1880. C'est le seul arsenal financé par des fonds privés aux États-Unis. Au début, c'était le quartier général et le centre administratif du septième régiment de la milice de New York. Parce qu'il attirait un grand nombre de personnalités de la classe supérieure, il fut surnommé par le public le Silk Stockings Corps (Corps des bas de soie). Le lieu est classé depuis 1986 sur le Registre national des lieux historiques, et est connu pour ses intérieurs décorés avec des sculptures en bois, du marbre et des vitraux.

## Liens
- Ressource relative à l'architecture :   - Registre national des lieux historiques
- Notices d'autorité :   - VIAF
  - LCCN
  - WorldCat
- Profil touristique     cityguide.aol.com
- Seventh Regiment Armory, 643 Park Avenue  - Historic American Building Survey (HABS)
- Photos et bref historique